# Calophyllum antillanum
Calophyllum antillanum är en tvåhjärtbladig växtart som beskrevs av Nathaniel Lord Britton. Calophyllum antillanum ingår i släktet Calophyllum och familjen Calophyllaceae. Inga underarter finns listade i Catalogue of Life.